# Synecdoche, New York
Synecdoche, New York è un film del 2008 scritto e diretto da Charlie Kaufman.

## Trama
Il protagonista Caden è un regista teatrale, con sintomi da ipocondriaco alternati a manifestazioni di patologie reali. La sua vita familiare, lavorativa e nel rapporto con sé stesso presenta conflitti e problematiche, che si evolvono e mutano lungo un percorso privo di riferimenti spazio-temporali, durante il quale si sviluppa il suo cambiamento, interno ed esterno. Gli avvenimenti ruotano intorno alla preparazione di un nuovo spettacolo, dalla sceneggiatura originale, allestito a seguito del finanziamento economico guadagnato con la vittoria di un premio. Lo spettacolo stesso si presenta come lo specchio e lo scontro con le proprie realtà e i propri vissuti, indagando il ruolo di comparse, protagonisti e sostituti nella farsa come nella vita reale, e rielaborando la sua intera esistenza.

## Produzione
Il titolo del film, che è stato prodotto anche da Spike Jonze, è un gioco di parole fra Schenectady, New York, in cui è ambientata la vicenda, e la sineddoche.

### Cast
Il cast è composto, tra gli altri, da Philip Seymour Hoffman nel ruolo del regista, Catherine Keener nel ruolo della sua prima moglie, Michelle Williams nel ruolo della seconda moglie e Samantha Morton nel ruolo dell'amante. A loro si aggiungono nomi come Emily Watson, Hope Davis e Dianne Wiest.
Catherine Keener è particolarmente legata ai lavori di Kaufman e Jonze: recitò infatti anche in Essere John Malkovich e fece un cameo riproponendo il suo ruolo di se stessa mentre girava Essere John Malkovich nel film Il ladro di orchidee, entrambi diretti da Jonze e sceneggiati da Kaufman. Oltre a prendere parte a Synecdoche, New York di Kaufman, ha recitato in Nel paese delle creature selvagge, pellicola diretta da Jonze.

## Distribuzione
Il film è stato presentato in concorso al 61º Festival di Cannes ed è stato distribuito in Italia a partire dal 19 giugno 2014 a cura di BiM Distribuzione.
In totale la pellicola ha incassato poco meno di 4,5 milioni di dollari, di cui poco più di 3 milioni nel Nord America.

## Riconoscimenti
- 2009 - Independent Spirit Awards
  - Miglior film d'esordio
  - Premio Robert Altman